# Захарьевка (Одесская область)
Захарьевка (укр. Захарівка, В 1927—2016 гг. — Фру́нзовка, укр. Фрунзівка) — посёлок, административный центр Захарьевской поселковой общины в Раздельнянском районе Одесской области Украины.

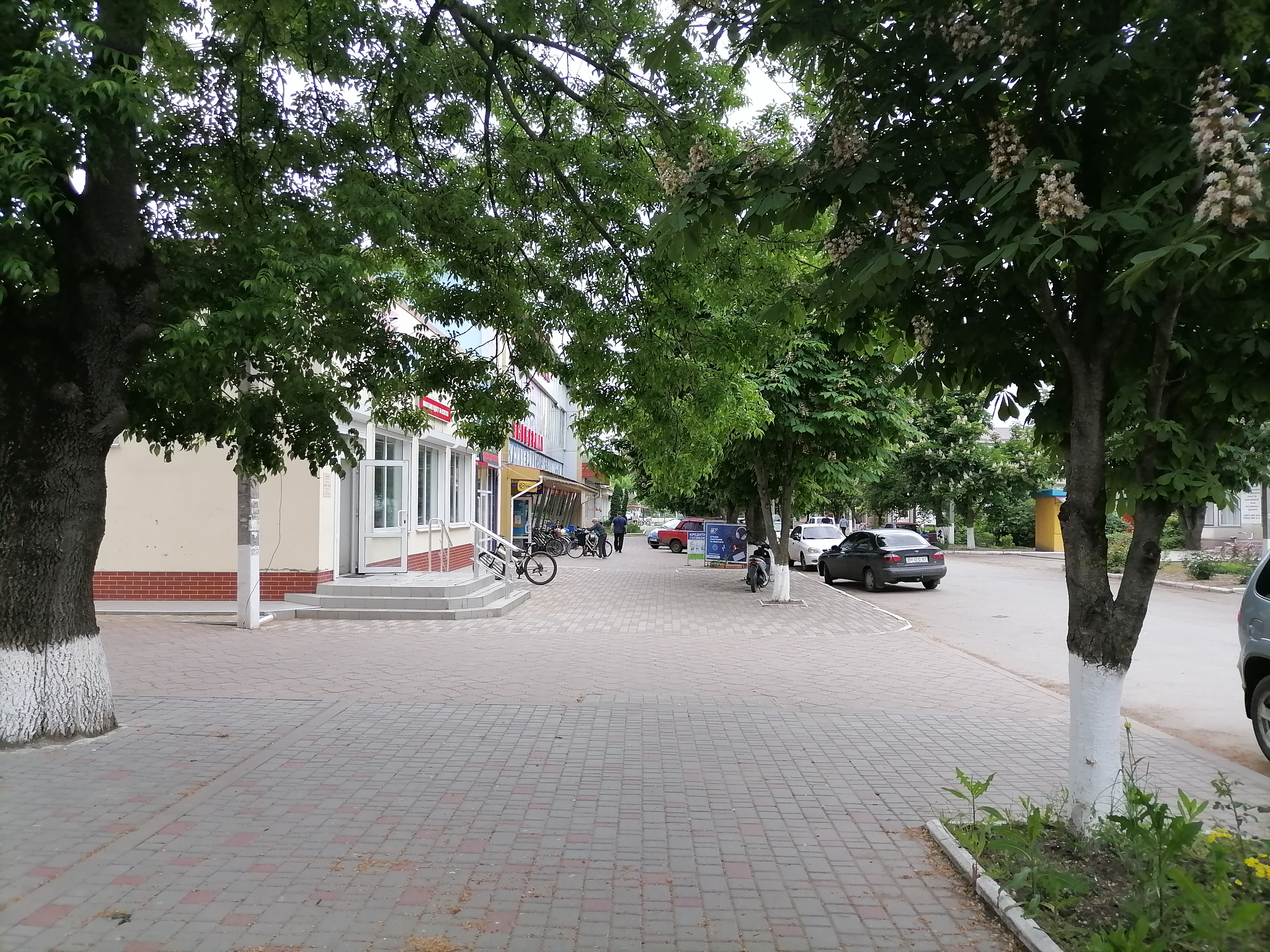
Тротуар в центре

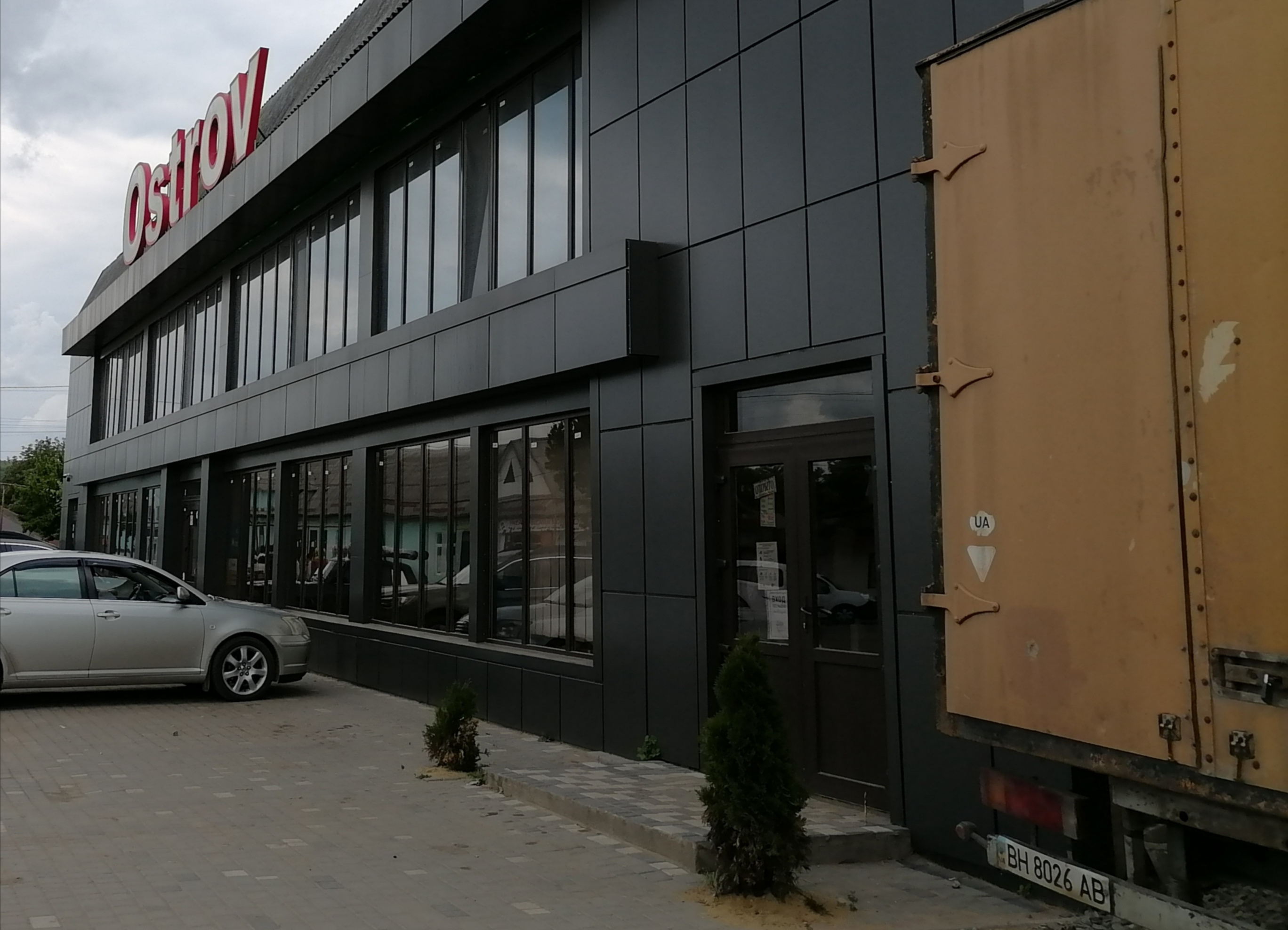
Супермаркет

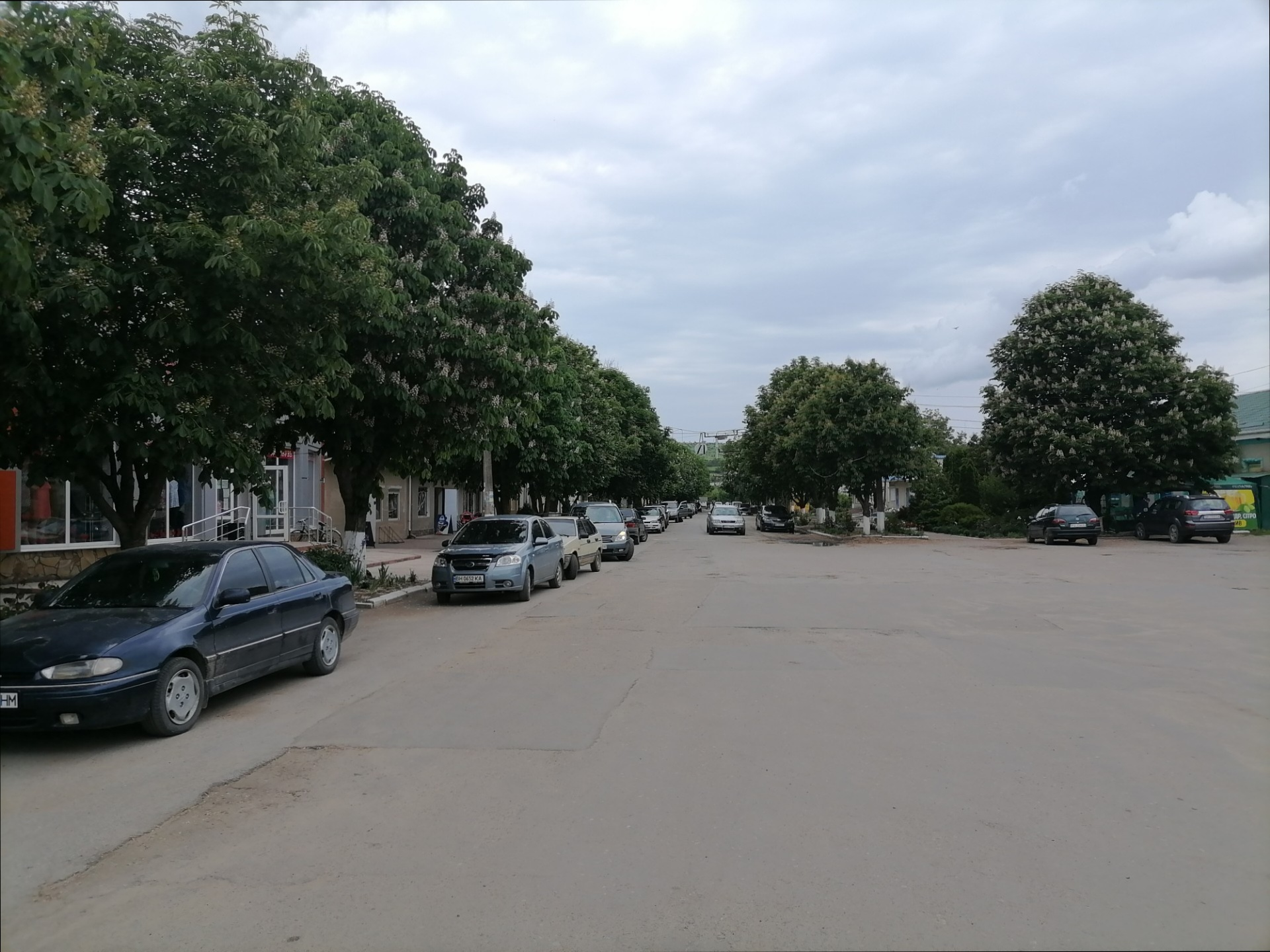
Улица в центре

До 17 июля 2020 года был административным центром Захарьевского района, который был ликвидирован.
Территория современной Захарьевки содержит также бывшие села Адамовка, Баерово, Катериновка, Латьевка.
Через Захарьевку проходят автодороги Р33, Т-1614 и берёт начало автодорога О-162544.

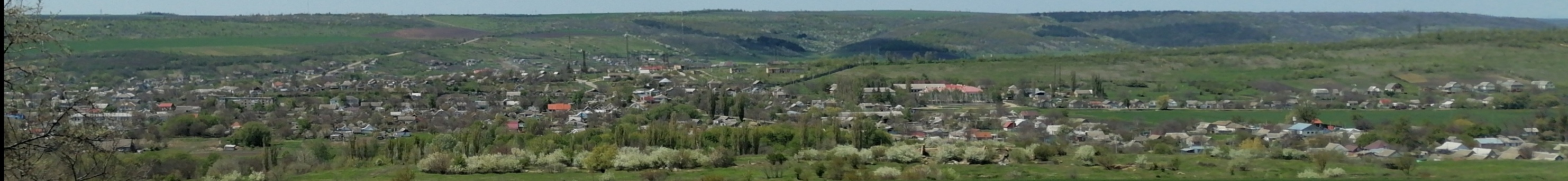
Северная часть Захарьевки

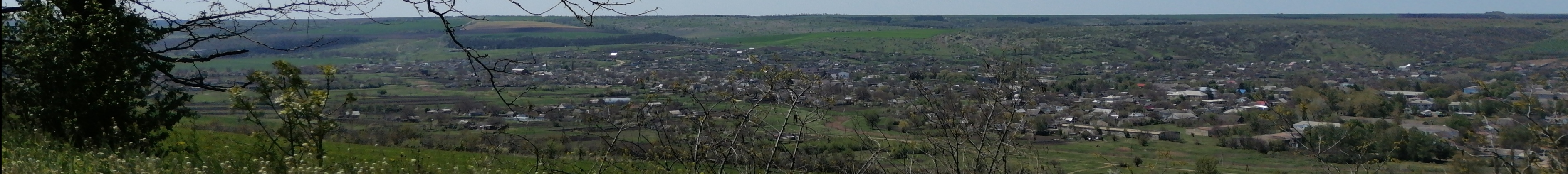
Южная часть Захарьевки

## Географическое положение
Через посёлок протекает река Кучурган.

## История

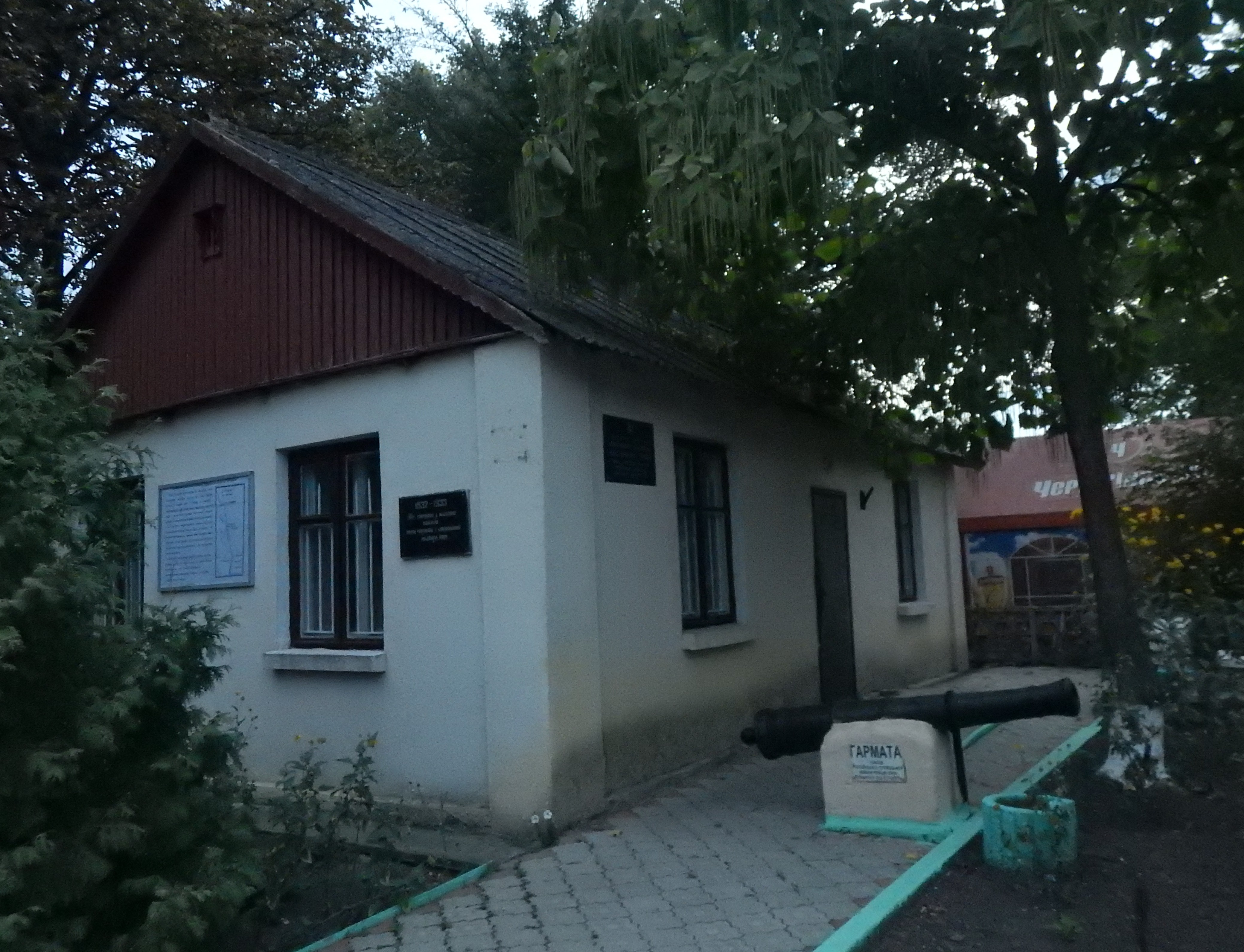
Музей

На территории Захарьевки и вблизи неё обнаружены остатки поселения эпохи мезолита (13 тыс. лет назад) и большой могильник черняховской культуры (III—VI век н. э.).
В 1798 году в Захарьевке было 78 дворов и проживало 249 человек.
В Захарьевке, которая в 1843 году стала волостным центром Тираспольского уезда Херсонской губернии и получила статус местечка, проходили ярмарки, еженедельно собирались большие базары.Выгодное географическое расположение — на пути между Одессой и Балтой, по которому шли хлебные грузы из степных районов в черноморский порт, способствовало превращению Захарьевки в один из значительных центров торговли хлебом. Наряду с торговлей в городке развивалось ремесло — кузнечное, портновское, шорное, шапочное и т.д. В конце XIX века здесь работали 21 портной, 12 сапожников, 12 плотников, 8 кузнецов. Подавляющую часть ремесленников, равно как и мелких торговцев, составляли евреи. Еврейское население Захарьевки в конце XIX – начале XX веков составляло половину её жителей.
По состоянию на 1886 год в Захарьевке проживало 702 человека, насчитывалось 127 дворовых хозяйств, существовали становая квартира 3-го ранга, православная церковь, 2 еврейские синагоги, школа, 6 заезд, харчевня и винный склад, проходила ежегодная ярмарка и базары через 2 недели по воскресеньям. За 9 верст - железнодорожная станция, трактир. За 12 верст - молитвенный дом. За 16 верст - железнодорожная станция.
В селе Адамовка проживало 50 человек, насчитывалось 12 дворовых хозяйств, существовали паровая мельница и кирпичный завод.
В селе Катериновка проживало 32 человека, насчитывалось 7 дворовых хозяйств, существовал винный склад.
Около 400 жителей Захарьевки были мобилизованы на фронты Первой мировой войны. Около 100 из них погибли.

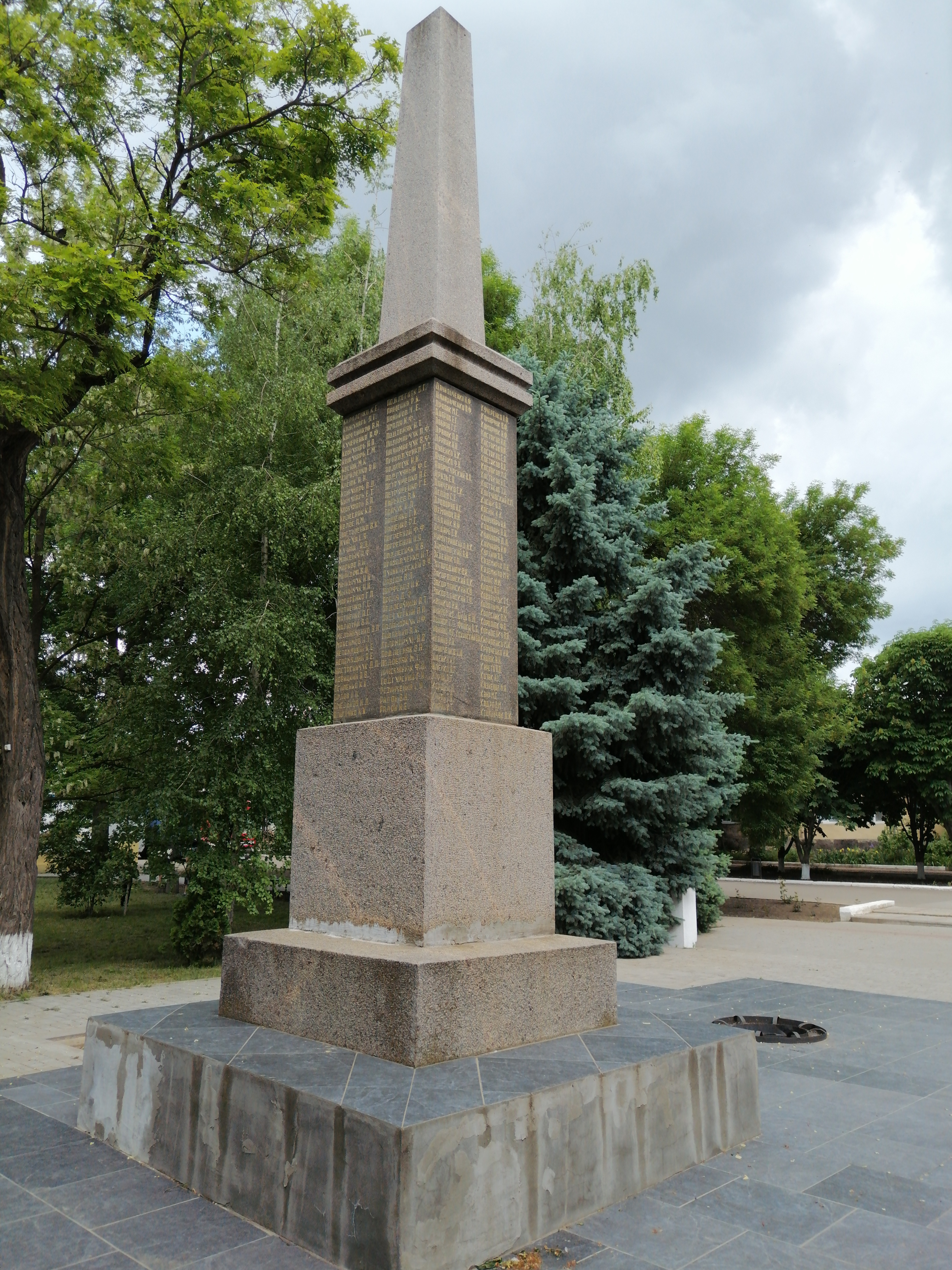
Памятник погибшим в 1941-1945 годах жителям Захарьевки

В годы Второй Мировой Войны более 1000 жителей Захарьевки были призваны в Красную Армию. 283 из них погибли. Более 200 человек награждены орденами и медалями.
В мае 1995 года Кабинет министров Украины утвердил решение о приватизации находившейся здесь райсельхозтехники.

## Переименование
7 ноября 1927 года, в десятую годовщину Октябрьской революции, Захарьевку переименовали в Фрунзовку, в честь советского военачальника и государственного деятеля Михаила Васильевича Фрунзе, отец которого родился и жил здесь продолжительное время.
19 мая 2016 г. Верховная Рада Украины приняла «Постановление о переименовании отдельных населённых пунктов и районов» № 1377-VIII, согласно которому поселку было возвращено название Захарьевка.